# 서울문덕초등학교
서울문덕초등학교는 대한민국 서울특별시 송파구 문정동에 있는 공립 초등학교이다.

## 학교 연혁
- 1993년 10월 26일 서울문덕초등학교 개교(설립인가 7월 20일)
- 1997년 2월 4일 급식실 개관
- 2000년 9월 30일 제2컴퓨터실 완공
- 2006년 1월 23일 교실조도 개선 공사, 냉난방기 설치 공사
- 2011년 10월 7일 학교 어울림관 개관
- 2011년 12월 1일 화장실 환경개선 사업
- 2012년 8월 20일 교육시찰단 방문(가나공화국 15명)
- 2012년 9월 10일 내진 보강공사
- 2013년 2월 5일 건물 외벽 도장 공사
- 2016년 2월 16일 제22회 졸업식(94명)
- 2016년 2월 29일 교실 환경개선(구사물함 교체, 전교실 화이트보드 칠판교체), 회의실, 교과연구실, 학습부진아실 환경개선
- 2016년 3월 1일 30학급(특수 1학급 포함) 편성
- 2016년 4월 15일 중앙현관 환경개선
- 2016년 5월 8일 급식 보일러실 교체, 승강기 현대화 사업
- 2016년 8월 22일 영어전용교실 환경개선 및 상담실 개원
- 2016년 8월 23일 도서실 환경개선 준공
- 2016년 9월 28일 빛글 도서실 개관식
- 2017년 2월 17일 제23회 졸업식(104명)
- 2017년 2월 24일 창틀 먼지제거 및 블라인드 전 교실 교체
- 2017년 3월 1일 30학급(특수 1학급 포함) 편성
- 2017년 3월 10일 전교실 마이크 설치
- 2017년 4월 28일 중앙현관 갤러리 개선
- 2017년 7월 22일 승강기 설치 공사
- 2017년 8월 10일 과학자료실 환경개선
- 2017년 9월 22일 운동장 환경개선
- 2017년 11월 14일 장애인 편의시설(승강기) 준공, 암석원 보수
- 2018년 2월 13일 제24회 졸업식(92명)
- 2018년 2월 28일 교실 도장공사, Wee클래스 구축
- 2018년 5월 31일 주차장 및 교문 환경개선
- 2018년 8월 31일 시청각실 리모델링
- 2019년 2월 1일 돌봄교실, 보건교실 리모델링
- 2019년 2월 15일 제25회 졸업식(88명)
- 2019년 5월 25일 야생화 화단 조성
- 2019년 8월 20일 양치시설 환경개선
- 2019년 9월 1일 제8대 김은옥 교장 취임
- 2020년 2월 11일 제26회 졸업식(116명)
- 2020년 2월 28일 드림판, 학생자치판 설치

## 학교 상징
- 교화 - 장미 : 꽃 중에 가장 아름다운 꽃으로 사랑을 상징함
- 교목 - 느티나무 : 마을을 지켜주는 수명이 긴 나무로 강한 의지를 상징함

## 참고 자료
- 서울문덕초등학교 - 한국교육학술정보원 학교알리미